# Osphronemidae
La famiglia Osphronemidae comprende 126 specie di pesci d'acqua dolce appartenenti all'ordine Perciformes.

## Distribuzione e habitat
I pesci della famiglia sono diffusi in Asia, nelle acque dolci del Pakistan, dell'India, fino alla Corea e all'arcipelago malese. Sono stati interessati negli ultimi anni da importanti cambiamenti tassonomici (vedi capitolo Tassonomia).

## Descrizione
La quasi totalità dei gourami presenta pinne ventrali allungate ed estremamente sottili (ad eccezione delle Betta) che hanno funzione tattile-olfattiva e sono di vitale importanza per il pesce, che si sposta muovendo queste appendici per saggiare lo spazio e gli eventuali oggetti o pesci presenti dinnanzi a sé.

## Etimologia
Il nome scientifico sottolinea la caratteristica suddetta: Osphronemidae (Osphra- in greco, che significa olfatto (odorare) e -nema, (filamento) significa a grandi linee filamento olfattivo.

## LeBetta
Le oltre 50 specie del genere Betta sono meno conosciute dei Pesci combattenti, loro specie "cugine". Tuttavia sono pesci estremamente interessanti, con corpo cilindriforme, lunga pinna anale, coda arrotondata (alcune specie presentano inoltre una punta a lancia) e pinna dorsale arretrata e a semicerchio. La bocca è rivolta verso l'alto.

### Pesce siamese combattente
Tra le Betta, i cosiddetti Pesci siamesi combattenti sono gli Osfronemidi più conosciuti al mondo per via della forte aggressività che esiste tra gli individui maschi. In natura questi pesci evitano di incontrarsi frequentemente tra maschi poiché l'incontro tra i due porta solitamente ad uno scontro fisico per il possesso di femmine o di territorio. I pesci combattenti scientificamente si chiamano Betta splendens e le varietà in commercio, con lunghe pinne a velo splendidamente colorate con riflessi metallici, sono frutto delle selezioni che l'uomo ha compiuto negli ultimi decenni. La specie originaria presenta una livrea estremamente vivace ma senza pinne a velo (si pensa sia un'ulteriore evoluzione del Betta imbellis. La femmina di queste due specie è più smorta, con testa bruna e corpo iridescente, dal rossastro al blu-verde (che cambia tuttavia in un bruno striato se il pesce è spaventato). L'aggressività di questi pesci è così conosciuta che in Tailandia vengono organizzati addirittura combattimenti con scommesse.

## I Pesci del Paradiso
Piccolo gruppo di pesci appartenenti al genere Macropodus, molto appariscenti, con corpo lungo e pinne appuntite. Livree coloratissime. Di grande interesse acquariofilo.

## I Gurami (o Gourami)
Conosciuti e apprezzati sia dagli acquariofili di tutto il mondo che dagli abitanti del sud-est asiatico (che ne pescano alcune specie come cibo).

## Tassonomia
Inizialmente la famiglia comprendeva un genere (Osphronemus) e 3 specie. Negli ultimi anni agli Osfronemidi furono uniti i pesci appartenenti alla dissolta famiglia dei Belontidi (i Trichogaster, a loro volta ex Anabantidi) e dei Luciopercidi. Dal 2004 gli Osfronemidi contano 126 specie (16 generi) divise in 4 sottofamiglie:
- Belontiinae (alcuni gurami)
- Luciocephalinae (alcuni gourami, Colisa e Trichogaster)
- Macropodusinae (pesci combattenti, pesci del Paradiso)
- Osphroneminae (gourami giganti)